# Chassell
Chassell es un lugar designado por el censo ubicado en el condado de Houghton en el estado estadounidense de Míchigan. En el Censo de 2020 tenía una población de 876 habitantes y una densidad poblacional de 93,49 habitantes por km². Fue incluido como CDP en el censo de 2020. 

## Geografía
Chassell se encuentra ubicado en las coordenadas 47°01′42″N 88°31′30″O / 47.02833, -88.52500.  Según la Oficina del Censo de los Estados Unidos,  tiene una superficie total de 9,37 km², de la cual 9,36 km² corresponden a tierra firme y 0,01  km² a agua.